# Xã County Line, Quận Howard, Arkansas
Xã County Line (tiếng Anh: County Line Township) là một xã thuộc quận Howard, tiểu bang Arkansas, Hoa Kỳ. Năm 2010, dân số của xã này là 647 người.